# Ханс Берглунд
Ханс Густаф Бо Барглунд (швед. Hans Gustaf Bo Berglund; Стокхолм, 24. фебруар 1918 — Хеселби, 17. септембар 2006) бивши је шведски кајакаш на мирним водама, који се такмичио крајем 30-их до краја 40-их година прошлог века. Олимпијски победник на Олимпијским играма 1948. у Лондону у дисциплини К-2 1.000 метара светски првак и освојач сребрне медаље на Светском првенству 1938. 
вишеструки победник регата од међународнох и националног значаја. Познат је и као спортски функционер, технички стручњак Међународне кајакашке федерације (ИЦФ) у периоду од 1956—1964. године.

## Спортска биографија
За такмичеа у кајаку и кану обучио се у у стокхолском кајакашком клубу Брунсвикенсу. 
Први велики успех на вишем међународном нивоу постигао је позивом у у шведску репрезентациј за учешће на 1. Светском првенству 1938. на домаћем терену у Ваксхолму у Шведској. Таткмичио се класичном кајаку двоседу К-2 са партнером Куртом Боом на удаљеност од 1.000 метара. Освојили су друго место, сребну медаљу. Упркос импресивним резултатима, због избијања Другог светског рата, био је принуђен да прекине каријеру.
Након рата, Берглунд, се вратио спорту, поново ушао у костур кајакапке репрезентацијеј и наставио да учествују у великим међународним регатама. Посебно, захваљујући низу успешних резултата, био је награђен учешћем на Олимпијским играма 1948. у Лондону. Са новим партнером Ленартом Клингстремом у дисциплини К-2 на 1.000 м Четвртим местом у квалификацијама пласирали су се у финале. У финишу финалне трке претекли су све ривале и освојили прво место и златну медаљу. На циљу су за само 0,2 секунде дански пар Ејвид Хансен и Бернхард Јенсен.
Олимпијски победници само недељу дана касније поново у Лондону учествују на Светском првенству 1948.. Овог пута су се удружили са још два олимпијска победника са последњих олимпијских игара, Гуннаром Оаклундом и Хансом Ветерстремом и победили у такмичењу кајака четвороседа, К-4 на 1.000 метара (ова дисциплина у то време била је неолимпијска, уврштена је у програ Игара 1964. на Олимпијских игара у Токију).
После каријере професионалног спортисте Берглунд је остаo у кајакаштву као спортски функционер. Био је као технички експерт Међународне кајакашке федерације на Летњим олимпијаским играма 1956. и 1964. године. Његов син Бо Берглунд, такође је био кајакаш и шведски репрезентативац који је у пару са Брендтом Андресоном је учествовао на Летњим олимпијаским играма 1972. у Минхену.
Ханс Берглунд је умро у Стокхолму у 88. годинама